# FIA GT3 European Championship
FIA GT3 European Championship – europejska seria wyścigów GT, powstała z inicjatywy Stéphane Ratel Organisation i FIA jako mistrzostwa europy wyścigów Grand tourer. W tych mistrzostwach uczestniczyła jedna kategoria pojazdów GT3. W trakcie weekendu GT1 były kwalifikacje i dwa wyścigi.

## Historia
FIA GT3 European Championship została założona w 2006 roku. Ta seria była również połączeniem Ferrari Challenge, Porsche Supercup czy wielu innych serii z samochodami kategorii GT3. Seria została zlikwidowana w 2012 roku w wyniku powstania FIA GT Series.

## Zwycięzcy sezonów FIA GT3 European Championship
| Sezon | Kierowca                            | Zespół                     |
| ----- | ----------------------------------- | -------------------------- |
| 2006  | Sean Edwards                        | Tech 9 Motorsport          |
| 2007  | Gilles Vannelet Henri Moser         | Martini Callaway Racing    |
| 2008  | Arnaud Peyroles James Ruffier       | Matech GT Racing           |
| 2009  | Christopher Haase Christopher Mies  | Hexis Racing AMR           |
| 2010  | Daniel Keilwitz Christian Hohenadel | Prospeed Competition       |
| 2011  | Francesco Castellacci Federico Leo  | Heico Motorsport           |
| 2012  | Dominik Baumann Maximilian Buhk     | Heico Gravity-Charouz Team |